# Bikkia tetrandra
Bikkia tetrandra es una especie de planta de la familia de las rubiáceas. Es endémica de Guam. 

## Descripción
Es un arbusto con las hojas redondeadas y de color verde. Las flores son tubulares de color blanco puro, que se producen en las axilas de las hojas. El fruto es una cápsula alargada, de color marrón oscuro cuando madura, con muchas semillas pequeñas de color negro.

## Distribución y hábitat
Es endémica de Guam, otras especies de Bikkia se encuentran en Tonga, Polinesia, Melanesia y Palau. Se encuentra en los acantilados de piedra caliza y entre los cantos rodados de piedra caliza cerca de la costa. Las flores son de excepcional belleza y se propuso como la mejor opción para la flor oficial de Guam, pero lamentablemente no fue elegida. 

## Taxonomía
Molopanthera paniculata fue descrita por (L.f.) A.Rich. y publicado en Proceedings of the American Academy of Arts and Sciences 4: 307. 1860. 
Sinonimia
- Bikkia australis DC.
- Bikkia comptonii S.Moore
- Bikkia forsteriana Brongn.
- Bikkia grandiflora Reinw. ex Blume
- Bikkia hombroniana Brongn.
- Bikkia mariannensis Brongn.
- Bikkia tetrandra A.Gray
- Bikkiopsis comptonii (S.Moore) Baum.-Bod.
- Cormigonus mariannensis (Brongn.) W.Wight
- Cormigonus tetrandus (L.f.) Kuntze
- Hoffmannia amicorum Spreng.
- Petesia carnosa Hook. & Arn.
- Portlandia tetrandra L.f.
- Portlandia tetrandra G.Forst.[2]